# Eccidio dei Varano

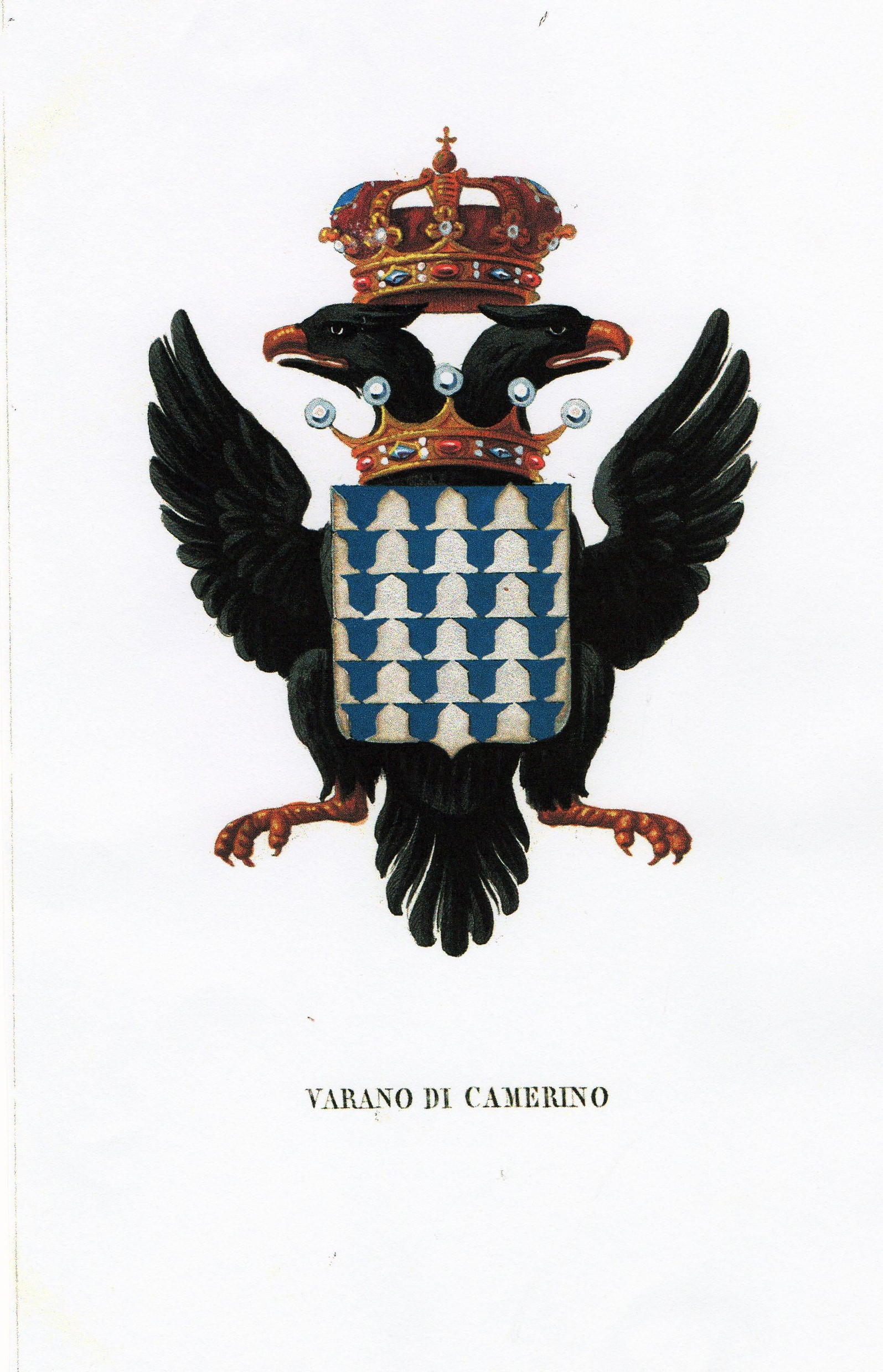
Stemma dei Varano.

L'eccidio dei Varano, avvenuto il 10 ottobre del 1434, fu l'esecuzione sommaria di numerosi figli maschi, appartenuti alla nobile famiglia Da Varano, signori da 150 anni di Camerino. L'assassinio venne compiuto sulla porta d'ingresso della chiesa di San Domenico a Camerino (dove nel 1482 Carlo Crivelli dipinse un grande polittico, con valenza riparatoria, commissionatogli da Giulio Cesare da Varano) al termine della funzione religiosa.

## Il fatto
Le lotte fratricide per il governo di Camerino erano iniziate alla morte di Rodolfo III da Varano (1424), quando i fratelli, avuti da Rodolfo da tre spose diverse, portarono alle lotte per il potere. Giovanni II da Varano, alla morte del padre, governò coi fratelli. Nel 1430 però decise di spartire le terre tra i congiunti; questo attirò le invidie di Berardo e Gentilpandolfo. Costoro temevano infatti che, con la protezione del duca di Milano, potesse governare Camerino da solo.
Giovanni venne assassinato dai sicari di Berardo nel 1433. Stessa sorte toccò a Piergentile, ucciso a Recanati nello stesso anno per ordine dei fratelli. Questa fu la causa anche dell'assassinio di Berardo, caduto a Tolentino il 12 luglio 1434 per mano del popolo. Dopo l'eccidio Camerino si diede un ordinamento repubblicano.
Nel 1502, per mano di Michelotto Corella, devotissimo luogotenente e sicario di Cesare Borgia, la famiglia subì un nuovo sterminio dei figli maschi di Giulio Cesare da Varano. Si salvò solo il giovanissimo Giovanni Maria.

## Le vittime della strage
- Gentilpandolfo da Varano, fratello di Berardo da Varano
- Gianfilippo da Varano, figlio di Berardo
- Bartolomeo da Varano, figlio di Berardo
- Ansovino da Varano, figlio di Berardo

Dalla strage di salvarono solo Rodolfo, figlio di Piergentile, e il cugino Giulio Cesare, figlio di Giovanni; la zia Tora da Varano, figlia di Rodolfo III, provvide a nasconderli nella paglia di un carretto, fino a raggiungere Fabriano.